# 花旗松
花旗松（學名：Pseudotsuga menziesii），又稱北美黃杉，是原產於美國西北部的一種常綠裸子植物。

## 分布
其中一個變種海濱黃杉（Pseudotsuga menziesii var. menziesii）生長在海岸區域，從加拿大不列顛哥倫比亞中西部向南延伸至美國加州中部，分布區域包括喀斯喀特山脈、太平洋海岸山脈、克拉馬斯山脈、加州海岸山脈、聖塔露西亞山脈與尤塞米提谷，最南可分布到聖塔芭芭拉的普尔斯马山，分布海拔由海平面至海拔1800米，最高可達100.3公尺，海濱黃杉是世界第二高的針葉樹(僅次於最高的加州紅木以及在第三高的北美雲杉之上)。
在內陸區域分布的則是落磯山黃杉（Pseudotsuga menziesii var. glauca），在華盛頓州北部與不列顛哥倫比亞南部的喀斯喀特山脈與海濱黃杉過渡，並從此向北延伸至不列顛哥倫比亞中部，向東南延伸至墨西哥邊界，隨著緯度下降其分布點越趨破碎，海拔高度限制也提高。
墨西哥黃杉（Pseudotsuga lindleyana）有時也被視為花旗松的另一個變種，分布於墨西哥的瓦哈卡州。

## 名称
本種的種小名menziesii來自蘇格蘭植物學家阿奇博爾德·孟席斯，他於1791年首度於溫哥華島上描述了這個物種。
- 花旗松木板
- 花旗松的松果与种子